# Jean Vanhaelen
Jean Vanhaelen (Watermael-Boitsfort (Auderghem), le 9 mars 1834 - Auderghem, le 14 juin 1907) est un homme politique belge.

## Biographie
Vanhaelen était négociant en bois et habitait chaussée de Wavre, no 1604-1606. 
Il fut élu une première fois au conseil communal, de 1878 à 1884, sur la liste libérale et il en fut de même pour la période 1888-1903. Il a donc été conseiller communal libéral durant quelque 20 années. On ne peut donc douter de ses qualités de membre du conseil. Sur ce plan-là, l’homme aura donc bien montré ses capacités sinon il n’aurait pas bénéficié aussi longtemps des faveurs du scrutin. 
En Belgique, en 1894, le parti catholique remporta les élections législatives, le mouvement socialiste était en marche tandis que les libéraux reculaient. Auderghem comptait alors environ 3.600 habitants dont environ 350 électeurs. 
À Auderghem, aux élections communales de 1895, il semble que le parti de Vanhaelen avait passé un accord avec l’association des travailleurs chrétiens et grâce à cet accord, les 11 sièges du conseil communal allèrent tous à la liste libérale. La suite est confuse.
Lors de la mise en place du conseil communal du 27 janvier 1896, les conseillers apprirent que Vanhaelen avait été nommé bourgmestre provisoire par la députation du Brabant. Au cours de la même réunion, les conseillers unanimes, dont Vanhaelen, décidèrent de présenter au roi la candidature de Jules Genicot comme bourgmestre. Lors du conseil suivant, on apprit que Vanhaelen avait été définitivement nommé bourgmestre pour  huit ans. Vanhaelen déclara avoir été obligé d’accepter cette charge. Le conseil communal lui adressa un blâme, par 10 voix et une abstention. 
Jean Vanhaelen n’a, par la suite, jamais présidé un conseil communal et les rapports du collège échevinal ont tous été signés par le premier échevin, Paul Verheyleweghen. Aux élections suivantes, Jean Vanhaelen se présenta sur la liste catholique et fut battu.
La commune d'Auderghem a donné son nom à une avenue.

## Fonctions politiques
- 1878 - 1884 : Conseiller communal à Auderghem;
- 1888 - 1903 : Conseiller communal à Auderghem;
- 1896 - 1903 : Bourgmestre d'Auderghem;